# Henri Fernand Dentz
Henri Fernand Dentz (16 de desembre de 1881 – 13 de desembre de 1945) va ser un militar i general de l'Exèrcit francès (Armée de Terre) i, després que França es va rendir durant la segona Guerra Mundial, va servir amb l'exèrcit francès de Vichy.

## Joventut
El 16 de desembre de 1881 Henri Fernand Dentz va néixer a Roanne, Loira, França.

## Carrera militar
Després de la mort de Jean Chiappe el 27 de novembre de 1940, Henri Dentz fou nomenat al seu lloc com a Comandant en Cap de l' Exèrcit de Llevant (Armée du Llevant) i com a Alt Comissionat de la zona de Llevant (6 de desembre de 1940). Es va encarregar de la defensa del mandat francès de Síria i del mandat francès del Líban. Dentz comandava un exèrcit d'uns 45.000 homes.
El govern de Vichy va permetre aterratges d'avions alemanys de la Força Aèria (Luftwaffe) i italians de la força aèria (Regia Aeronautica) per proveir-se a Síria i el Líban abans i durant la guerra Anglo-iraquiana. Després d'això, els aliats van preveure una invasió dels mandats francesos.
El 8 de juny de 1941, una força d'aproximadament 20.000 soldats australians, indis, francesos lliures i britànics, sota el comandament de Sir Henry M. Wilson, van envair Síria i el Líban des del Mandat Britànic de Palestina i des de l'Iraq. Es va produir una lluita ferotge i Dentz i les forces lleials a Vichy van anar perdent metòdicament terreny durant 13 dies. Damasc, la capital de Síria, va ser abandonada el 21 de juny de 1941.
La lluita va continuar al Líban, però les forces de Vichy van continuar perdent terreny. Pel juliol, els australians van arribar a Beirut. La caiguda de Beirut, la capital del Líban, va significar que el final estava a prop. El 10 de juliol del 1941, com que la 21 brigada australiana estava a punt d'entrar a Beirut, Dentz va demanar un armistici. Un minut després de la mitjanit del 12 de juliol de 1941, l'alto el foc va entrar en vigor. Durant l'alto el foc, Dentz va ordenar els vaixells i els avions sota el seu comandament anar a Turquia, on foren internats.
Per a tots els efectes, l'alto el foc (10/12 de juliol de 1941 va acabar la campanya. Un armistici formal, conegut com l'Armistici de Sant Joan d'Acre, es va signar el 14 de juliol de 1941. Hi va haver 37.736 francesos lleials a Vichy presoners de guerra que van sobreviure a la situació de conflicte després de lluitar per Dentz. La majoria va optar per ser repatriat a la França Metropolitana abans que unir-se a la França Lliure.

## Judici i mort
El gener de 1945, Dentz va ser condemnat a mort per ajudar els poders de l'Eix. Però Charles de Gaulle, el President del Govern Provisional de la República francesa (govern provisoire de la République française, o GPRF), va commutar la seva condemna per cadena perpètua. No obstant això, Dentz no va complir gaire temps aquesta pena, ja que va morir el 13 de desembre de 1945 a la presó de Fresnes, Val-de-Marne, França.

## Història dels seus comandaments
- De 1934 a 1937 Comandant, 54 ª Brigada
- 1937 a 1939 subcap de l'Estat Major de l'Exèrcit
- 1939 Assistent del Cap de l'Estat Major de l'Exèrcit
- 1939 General Oficial comandant del XV Cos d'Exèrcit
- 1939 a 1940 General Oficial comandant el XII Cos d'Exèrcit
- 1940 General Oficial comandant la regió militar de París
- 1940 General Oficial comandant la XV Regió Militar
- 1940 General Oficial comandant la XV Divisió Militar
- 1940 a 1941 General Oficial comandant en cap de les forces de Llevant
- 1941 Alt Comissionat de Llevant (Síria i Líban)
- De 1941 a 1942 Alt Comissionat de Llevant supervisant la repatriació de les Forces de Llevant
- 1942 al 1943 President de la Comissió de conferiment de Premis i Distincions de 1939-1940
- 1945 Detingut
- 1945 Condemnat a mort per col·laboracionisme amb les potències de l'Eix
- 1945 Sentencia canviada per cadena perpètua
- 1945 Mort a la presó